# Reforma Pemex
Reforma Pemex es un buque de apoyo a plataformas petrolíferas, construido en la Ría de Vigo por Hijos de J. Barreras para la petrolera Pemex, con un coste de 150 millones de euros. El buque forma parte, junto con el Orgullo Petrolero, de una serie de dos contratados junto con Navantia Ferrol.

## Descripción
Los inicios del proyecto partieron de la negociación de la Junta de Galicia con Pemex para conseguir trabajo en los astilleros gallegos. El 5 de marzo de 2014 se firmó el acuerdo con la sociedad PMI Norteamérica S.A.
Durante la construcción del buque, Pemex tentó la venta del flotel a la operadora noruega Volstad, que lo cedería en régimen de alquiler.
El buque se botó en la ría de Vigo el 29 de septiembre de 2015, siendo madrina Ana Elena Suárez.